# Cinemascope
CinemaScope är ett bildformat för 35 mm filmvisning som introducerades 1953 av filmbolaget 20th Century Fox efter att de återupptäckt Henri Chrétiens anamorfiska objektiv Hypergonar från 1927. Vid inspelningen pressade objektivet ihop bilden horisontellt med en faktor av 2 för att vid visningen genom ett motsvarande objektiv sprida ut den igen. I början var bildformatet 2,66:1 med fyra magnetiska spår för ljudet. För att biografer utan magnetljud skulle kunna visa filmerna introducerades snart kopior med både magnetiska och optiska ljudspår, mag-optical. Detta innebar att bilden måste minskas och 2,55:1 blev standard. 2,35:1 blev så småningom standard oavsett ljudsystem.
CinemaScope-objektiven var problematiska för djupverkan och bildens ytterkanter och ersattes på 1960-talet av Panavision-objektiv, men maskinister refererar fortfarande till systemet som CS (CinemaScope).
Fox tog inte patent på Chrétiens objektiv, vilket gjorde det möjligt för andra bolag att spela in filmer i formatet, men man kunde inte använda namnet CinemaScope. Därför sådana varianter som:

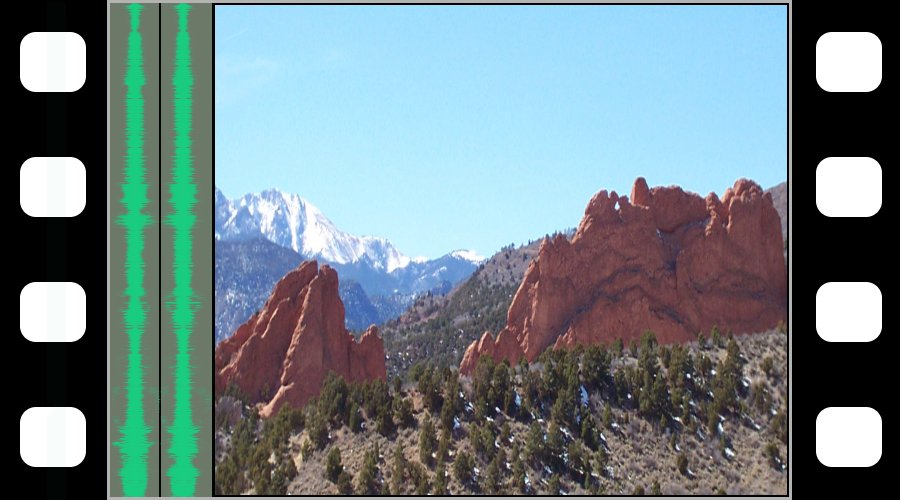
Komprimerad (hoptryckt) bild på filmrutan

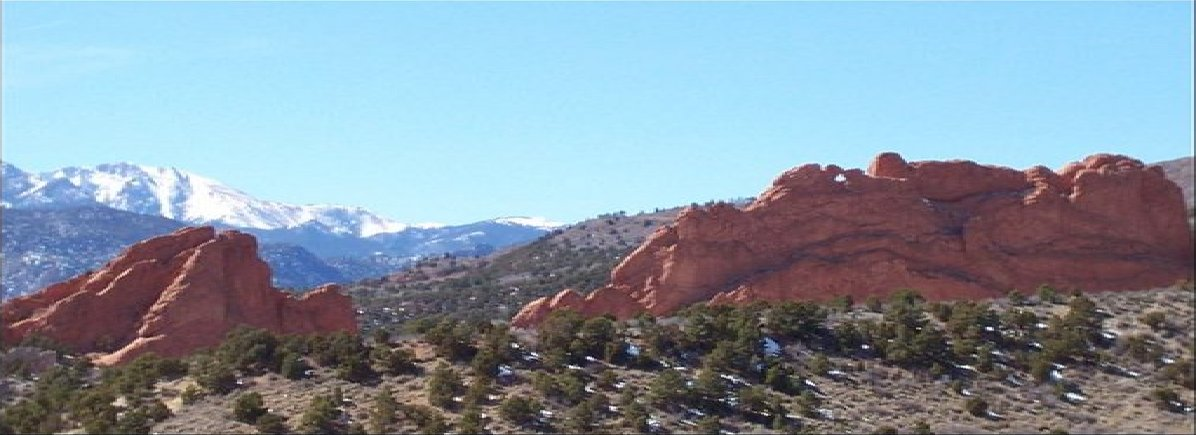
Korrekt bild vid projektionen
(samma motiv som ovan)

- Metroscope (MGM; nästan alla MGM:s, Columbias and United Artists filmer spelades in med Panavision-objektiv men kallades ändå allmänt för CinemaScope)
- WarnerScope/WarnerSuperScope
- Agascope (Sverige, Finland, Ungern - Gorilla, 1956 - En djungelsaga, 1958)
- Alexscope (Argentina)
- Toeiscope/Actionscope/Super Actionscope (Japan, Toei)
- Centralscope (Hentai)
- Cinégraphiscope (Frankrike)
- Cinépanoramic/Parscope (Frankrike)
- CameraScope (England Rank)
- Cinemascope (Västtyskland)
- Franscope (Frankrike)
- Totalvision/Prokimaskop (Östtyskland, Sovjet)
- Naturama (USA Republic)
- Cinephonic
- Cinescope (Italien)
- SuperCinescope (Italien)
- Superfilmscope (Italien)
- Totalscope (Italien)
- Supertotalscope (Italien)
- TotalScope (Italien)
- Cinetotalscope (Italien)
- Totalvision (Italien)
- Cosmoscope (England Archway)
- Daieiscope (Daiei Motion Picture Co, Japan)
- Dyaliscope (Frankrike)
- Euroscope (Europa)
- Gamascope (Italien)
- Hammerscope (England, Hammer Films)
- Ifiscope (Spanien)

Den första svenska biografen med utrustning för att förevisa CinemaScope var Rigoletto i Stockholm.
Den korrekta stavningen av varumärket CinemaScope är med ett stort S i mitten när man refererar till den process som Fox skapade och patenterade. Ordet har senare använts generiskt om alla anamorfiska filmsystem, ofta förkortat till CS.